# Alexander Pock

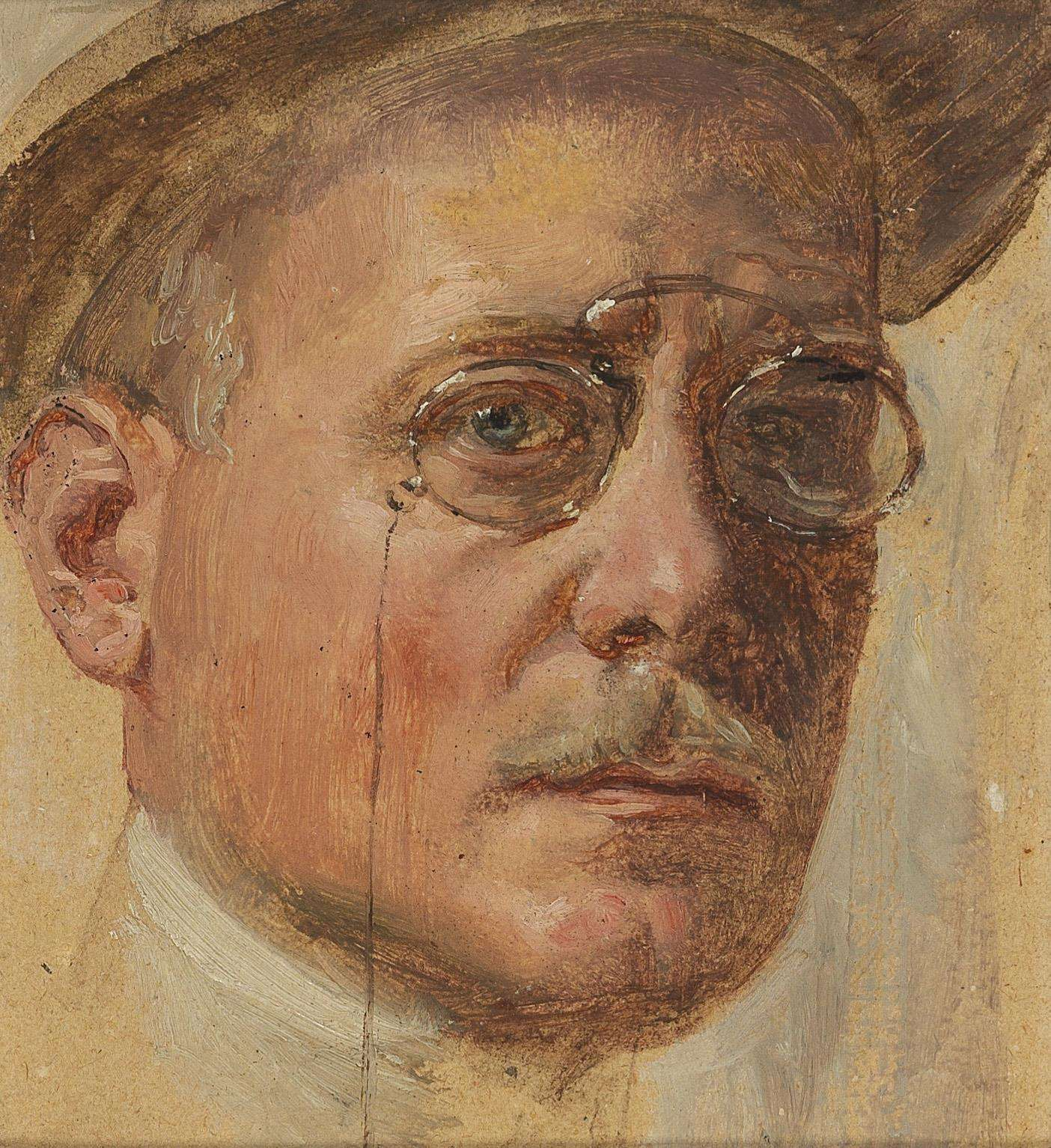
Selbstbildnis, um 1910

Alexander Pock (* 6. Jänner 1871 in Znaim, Mähren; † 19. November 1950 in Wien) war österreichischer Militär-, Genre- und Porträtmaler.

## Leben

### Fin de siècle
Pock war das zweite von sieben Kindern eines Znaimer wohlsituierten Schokoladenfabrikanten, der selbst gerne zeichnete, das künstlerische Talent seines Sohnes früh erkannte und ihn bereits im Kindesalter in Zeichenkurse schickte. Nach Absolvierung des Gymnasiums in Znaim übersiedelte Pock 1886 nach Wien und studierte bis 1893 an der Wiener Akademie unter Christian Griepenkerl und Carl Rudolf Huber. Er zeigte von Anfang an Begeisterung für militärische Motive, vor allem für das farbenfrohe Bild der k.u.k. Armee. Besondere Begabung zeigte er für Pferdedarstellungen, insbesondere von k.u.k. Husaren, k.u.k. Dragonern und k.u.k. Ulanen. Dadurch wurde der Thronfolger Erzherzog Franz Ferdinand auf ihn aufmerksam, der den Maler zeitlebens förderte und ihn mit zahlreichen Aufträgen versorgte. Mit seinem Atelier in der Kuppel des Wiener Nobelpalais Equitable hatte Pock auch das adäquate Ambiente, um Auftraggebern aus höchsten und allerhöchsten Adelskreisen seine Werke zu präsentieren.

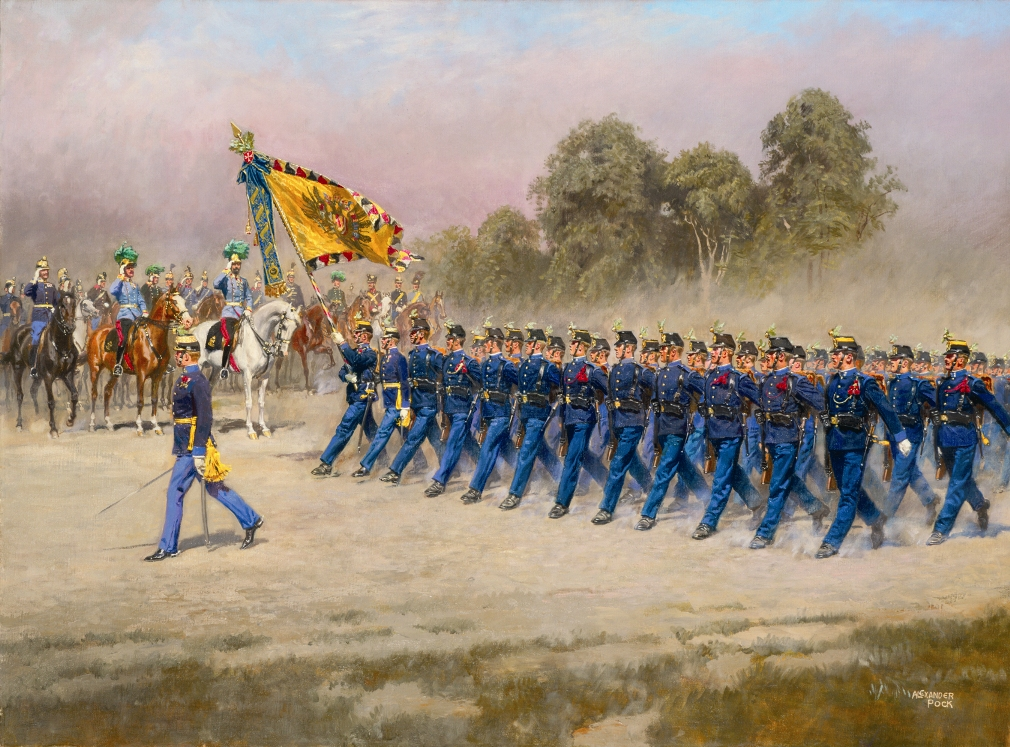
Defilierung des Infanterie-Regiments Nr. 4

1892 trat Pock als Einjährig-Freiwilliger in das k.u.k. Mährische Infanterie Regiment Nr. 99 „Georg I. König der Hellenen“ ein und wurde 1894 zum Cadet-Offiziersstellvertreter befördert, 1899 musterte er als Leutnant der Reserve aus. Als junger Reserveoffizier und Absolvent der Wiener Kunstakademie trat er mehrere Studienreisen an, u. a. studierte die Alten Meister in Florenz, Rom, Neapel, Palermo, München und Dresden. Wieder in Wien, etablierte sich Pock, nicht zuletzt auch durch seine naturalistische und realistische Malweise, als die erste Adresse im Sujet der Militärmalerei. Es wurde ihm ein hohes Maß an Anerkennung zuteil, seine Auftraggeber waren vor allem adelige Militärs, aber auch das wohl situierte Bürgertum. Durch sein Talent für naturalistische Pferdeporträts wurde er so zum „Leibmaler“ der Biermogul-Familie Dreher, welche ausgedehnte Gestüte in Ungarn betrieb. Sein wichtigster Auftraggeber und Förderer blieb allerdings der Thronfolger Erzherzog Franz Ferdinand. Weiters unterrichtete Pock an der Staatsgewerbeschule in Wien und illustrierte Schul- und Jugendbücher. Bis 1914 zeichnete und illustrierte Pock auch als Mitarbeiter der Meggendorfer-Blätter.

### Erster Weltkrieg
Nach der Ermordung seines Gönners in Sarajevo und dem Ausbruch des Ersten Weltkrieges sah sich die k.u.k. Armee Ende des Jahres 1914 mit Gesamtverlustzahl von rund 1,3 Millionen an Toten, Verwundeten oder Kriegsgefangenen konfrontiert. Nun wurde seitens der Armeeführung der Landsturm einberufen, eine schlecht ausgebildete und ausgerüstete Truppe, die eigentlich für Bewachungsaufgaben im Hinterland vorgesehen war. Pock war bei Kriegsausbruch bereits 43 Jahre alt und rechnete offensichtlich nicht damit, noch an die Front zu müssen. Angesichts der hohen Verlustzahlen im ersten Kriegsjahr erhielt jedoch auch Pock, der ja Reserveoffizier war, zu Beginn des Jahres 1915 eine Einberufung als Landsturm-Leutnant. Pock, dem die Zustände der Landsturm-Einheiten wohl bekannt gewesen sein dürfte, bemühte sich nun in höchster Eile um Aufnahme die Kunstgruppe des k.u.k. Kriegspressequartiers. 1915 waren dort jedoch bereits alle Posten vergeben, sodass sein Aufnahmegesuch abgelehnt wurde. Für Pock, der ja durch seine künstlerische Arbeit Kontakte bis in höchste Militärkreise hatte, intervenierte jedoch ein namentlich nicht bekannter General, wodurch er am 23. Februar 1915 doch noch als Kriegsmaler und nicht als Landsturm-Leutnant in den Krieg zog. Er malte in Galizien, Siebenbürgen, auf dem Krn (Isonzofront) und in Südtirol. Pock war passionierter Zeichner und führte direkt an der Front seine Entwürfe entweder als Handzeichnung oder als Ölskizze aus, die er unmittelbar danach in seinem Atelier als Gemälde ausführte. Pock wurde bis Dezember 1918 in den Standeslisten des Kriegspressequartiers geführt.

### Zwischenkriegszeit
Die Auftraggeber Alexander Pocks waren vorwiegend der Hof und die Aristokratie, insbesondere der böhmische Adel. Diese Klientel fiel jedoch nach Kriegsende weitgehend weg, wodurch Pock nach 1918 gezwungen war, mehrheitlich Porträts für die bürgerliche Gesellschaft anzufertigen. Seine Vorliebe für das militärische Genre sollte er jedoch nie verlieren, so malte er auch viele Motive des Österreichischen Bundesheeres der Ersten Republik. Nach Kriegsende hielt sich Pock oft und lange in der Wiener Spanischen Hofreitschule auf, wo er viele Gemälde mit dem beliebten Motiv der Lipizzaner anfertigte, welche sich auch in Krisenzeiten gut verkauften. 1931 nahm er eine Stelle im Heeresmuseum (heute Heeresgeschichtliches Museum) an, wo er an der Ausgestaltung der „Isonzo-Front-Säle“ mitarbeitete und mehrere Aquarelle zur Uniformkunde anfertigte.

### Zweiter Weltkrieg, Tod
Der Anschluss Österreichs und der Zweite Weltkrieg gingen an Pocks Werk nahezu spurlos vorüber, lediglich einige Offiziere der Wehrmacht und der Waffen-SS ließen sich von ihm porträtieren. Gegen Ende des Krieges war Pock 74 Jahre alt und hatte Probleme, an Heizmaterial zu kommen. Im Februar 1945 wurde das Palais Equitable bei einem Luftangriff stark beschädigt und musste evakuiert werden. Das Atelier Pocks blieb, einem Zeitungsbericht zufolge, jedoch „wie durch ein Wunder“ unbeschädigt. Seine letzten Lebensjahre verbrachte Pock, weiterhin arbeitend, in seiner Privatwohnung in Wien-Mariahilf. Seine letzten Werke waren Reiterporträts und eine Capriole eines Reiters der Spanischen Hofreitschule (Aquarell von 1947). Am 19. November 1950 starb Pock schließlich an einer Embolie in Wien. Er wurde am Hietzinger Friedhof bestattet.

## Werk und Stil
Pock war vor allem Naturalist und zu Lebzeiten gemeinsam mit Ludwig Koch ausgewiesener Experte und unbestrittene Autorität auf dem Gebiet der Militärmalerei. Es gibt praktische keine Publikation über die k.u.k.-Armee, welche ohne Bebilderung aus den Werken des Alexander Pock auskommt. Pock war ein Maler eines problemlosen, fast kompositionslosen Naturalismus, sein Werk zeigt eine positivistische, im Großen und Ganzen aber wertneutrale Abbildhaftigkeit. Er erging sich nicht in kühnen Bildkompositionen, sondern hielt die Dinge so fest, wie sie sich ihm darboten, so kann man ihn als wichtigen Chronisten seiner Zeit betrachten. Von Kritikern wurde diese an Pedanterie grenzende Genauigkeit oftmals als unangenehm empfunden. Dem Impressionismus wandte sich Pock kaum zu. Seine Bilder waren fast immer das Endergebnis einer Reihe von Vorarbeiten wie Zeichnungen und Ölskizzen. Sein Pinselstrich ist ruhig, akademisch, selten energisch; das Kolorit satt und leuchtend, was der Farbenprächtigkeit der Uniformen der alten österreichischen Armee entgegenkommt. Sein bevorzugtes Medium war die Leinwand, kriegsbedingt auch oft der Malkarton. Der Farbauftrag der Pockschen Gemälde ist eher dünn, selten pastos.

## Rezeption
Pocks Werke, die Wiedergabe der verschiedensten Facetten der k.u.k.-Armee, vor allem auch seine Uniformstudien, zeichnen sich durch eine hohe Authentizität und Detailgenauigkeit aus, was ihn bei Uniform- und Fahnenliebhabern sehr beliebt macht. Die Zeichnungen und Gemälde Pocks sind eine gerne verwendete und zuverlässige Quelle für den Militär- und Kunsthistoriker. Die Werke Pocks finden sich heute überwiegend in Privatbesitz, aber auch in zahlreichen österreichischen Museen, allen voran im Wiener Heeresgeschichtlichen Museum und im Wien Museum. Im Jahr 2012 veranstaltete das Wiener Heeresgeschichtliche Museum die Sonderausstellung Alexander Pock – Militärmalerei als Beruf, bei der nicht nur seine Rolle als Militärmaler hervorgehoben wurde, sondern vor allem auch zahlreiche Skizzen und Zeichnungen erstmals öffentlich zugänglich waren.

## Werke (Auszug)
- Reiterporträt Franz Schirmer. Öl auf Leinwand, Heeresgeschichtliches Museum, Wien.
- Defilierung des Infanterie-Regimentes Hoch- und Deutschmeister Nr.4 vor Erzherzog Eugen von Österreich im Prater zu Wien. Öl auf Leinwand, um 1896, 74 × 100 cm, Heeresgeschichtliches Museum, Wien.
- Reitende Ulanen. Öl auf Karton, 1904, 68,5 × 102 cm, Heeresgeschichtliches Museum, Wien.
- Tragtierführer an der Kärntner Front. Öl auf Holz, 1916, 32 × 38 cm, Heeresgeschichtliches Museum, Wien.
- Posten am Krn. Aquarell auf Papier, 1916, 31 × 20 cm, Heeresgeschichtliches Museum, Wien.
- Einblick in einen Offiziers-Unterstand am Krn. Aquarell auf Papier, 1916, 21,2 × 25,8 cm, Heeresgeschichtliches Museum, Wien.
- Unterstände am Krn. Öl auf Leinwand, 1916, 50 × 63 cm, Heeresgeschichtliches Museum, Wien.
- Porträt Hauptmann Johann Sedlar mit Pferd. Öl auf Leinwand, 1934, 34,5 × 32 cm, Heeresgeschichtliches Museum, Wien.
- Truppenparade bei Wien. Öl auf Holz, 1930, 38,5 × 49,5 cm, Heeresgeschichtliches Museum, Wien.
- Marsch zum Stephansdom. Öl auf Karton, 45 × 31,5 cm, Heeresgeschichtliches Museum, Wien.
- Porträt Emmerich Hadfy von Livno als General der Deutschen Wehrmacht. Öl auf Leinwand, 1942, 74 × 58 cm, Heeresgeschichtliches Museum, Wien.